# Notiphila similis
Notiphila similis är en tvåvingeart som beskrevs av Meijere 1908. Notiphila similis ingår i släktet Notiphila och familjen vattenflugor. Inga underarter finns listade i Catalogue of Life.